# 罗伯特·杰勒西
罗伯特·杰勒西（1942年6月1日—），出生在美国俄亥俄州阿克伦，是一名美国理论物理学家，也是芝加哥大学教授。他的研究领域主要是广义相对论和数学物理，同时他推广了范畴论在数学和物理中的应用。他是阿贝·阿希提卡的博士导师。

## 个人经历
杰勒西1967年从普林斯顿大学博士毕业，他的博士导师为约翰·惠勒。博士毕业之后他曾在伦敦大学、雪城大学和德州大学奥斯汀分校任教。他现在是芝加哥大学的荣誉教授。

## 出版书籍
- R. Geroch,. . University of Chicago Press. 1981. ISBN 0-226-28863-3.
- R. Geroch,. . University of Chicago Press. 1985. ISBN 0-226-28862-5.
- R. Geroch,. . University of Chicago Press. 2009. ISBN 0-226-28855-2.
- R. Geroch,. . Minkowski Institute Press; 1 edition. 2013. ISBN 978-1927763049.

## 未正式出版的笔记
- Special topics in Particle Physics （页面存档备份，存于）, Lecture course at University of Chicago, 1973-74.
- Suggestions For Giving Talks （页面存档备份，存于）, Notes on giving scientific talks, 1973.